# 宮城県道54号井土長町線
宮城県道54号井土長町線（みやぎけんどう54ごう いどながまちせん）は、宮城県仙台市若林区二木から太白区長町に至る県道（主要地方道）である。

## 概要
若林区二木の宮城県道10号塩釜亘理線交点と太白区長町一丁目の宮城県道273号仙台名取線（旧国道4号）交点を結ぶ路線である。主に沿線住民の生活道路として利用されており仙台駅と宮城県仙台東高等学校や若林区井土浜地区などとを結ぶバス（主に仙台市営バス）も運行されている。
広瀬川に架かる広瀬橋を含む河原町2丁目交差点から終点・広瀬橋交差点にかけての区間は2008年（平成20年）4月1日に国道4号が現ルートに変更されるまで国道4号の一部であった。

### 路線データ
- 実延長：8,220.0 m[1]
- 起点：仙台市若林区二木字新原（宮城県道10号塩釜亘理線交点）
- 終点：仙台市太白区長町一丁目（宮城県道273号仙台名取線交点）

## 歴史
- 1958年（昭和33年）3月31日 - 一般県道66号として「井土長町線」が県道に認定される。[2]
- 1989年（平成元年）4月1日 - 仙台市の政令指定都市移行に伴い、管理が宮城県から仙台市に移管される。
- 1993年（平成5年）
  - 5月11日 - 建設省から、県道井土長町線が井土長町線として主要地方道に指定される[3]。
  - 10月19日 - 県道番号が決定[4]され、従前の一般県道66号から、県道54号に変更される。（12月1日より施行）
- 2011年（平成23年）3月11日 - 東日本大震災により、起点の井土地区周辺で甚大な被害を受ける。
- 2019年（令和元年）9月 - 津波避難道路として、起点（東部復興道路として嵩上げ整備された県道塩釜亘理線交点）から約1.6kmの区間を復興交付金事業として整備。[5]

## 地理

### 通過する自治体
- 仙台市（若林区 - 太白区）

### 交差する道路
- 宮城県道10号塩釜亘理線（起点）
- 仙台南部道路今泉インターチェンジ
- 国道4号仙台バイパス（若林区若林）

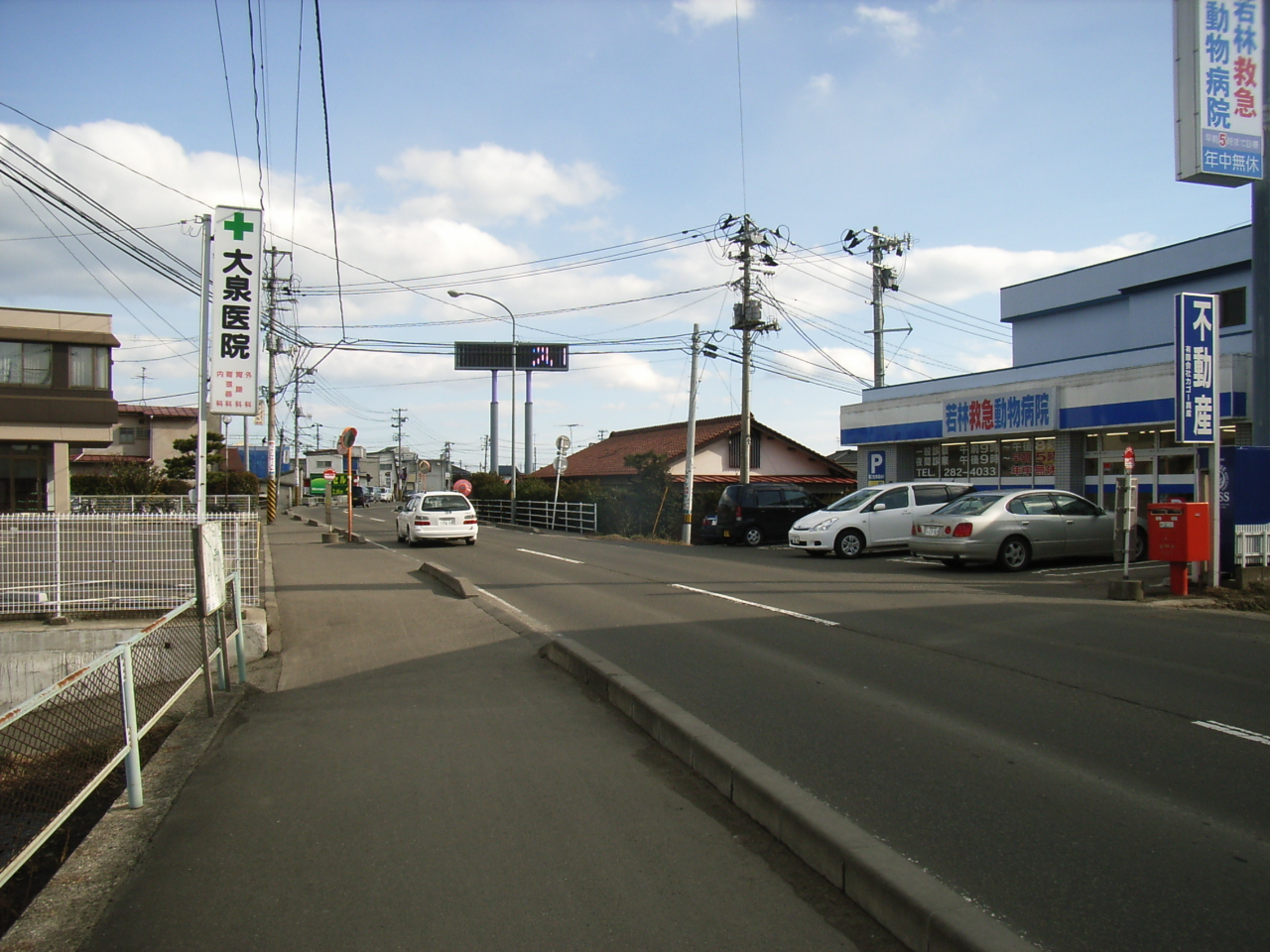
仙台バイパスとの交点付近
（2006年2月）

- 宮城県道273号仙台名取線 広瀬河畔通（仙台市太白区長町一丁目・終点）

### 沿線の施設等
- 仙台市立六郷中学校
- 仙台市立六郷小学校
- 宮城県仙台東高等学校
- 仙台市立若林小学校

- 広瀬川
  - 中河原緑地
  - 若林緑地
- 仙台市地下鉄南北線　長町一丁目駅

### 交通量[6]
令和３年度・12時間交通量
- 仙台市若林区六郷 - 6,641台
- 仙台市若林区河原町２丁目 - 11,557台（推計値）

## 別名
- 昭和市電通り（仙台市） - 河原町２丁目交差点～広瀬橋交差点。[7]旧国道4号の区間。